# Pierre Wirth (natation)
Pour les articles homonymes, voir Pierre Wirth.
Pierre Conor Wirth, né le 16 avril 1992, est un nageur sud-africain.

## Carrière
Pierre Wirth est médaillé d'argent du relais 4 x 100 mètres nage libre aux Championnats d'Afrique de natation 2008 à Johannesbourg.